# Antoni Bomba
Antoni Bomba (25. ledna 1868 Budziwój – 8. února 1956 Rzeszów) byl rakouský politik polské národnosti z Haliče, na počátku 20. století poslanec Říšské rady.

## Biografie
Od roku 1904 působil jako poslanec Haličského zemského sněmu.
Působil i jako poslanec Říšské rady (celostátního parlamentu Předlitavska), kam usedl ve volbách do Říšské rady roku 1901 za kurii všeobecnou v Haliči, obvod Rzeszów, Ropczyce, Dębica atd. Uspěl i ve volbách do Říšské rady roku 1907, konaných poprvé podle všeobecného a rovného volebního práva. Zvolen byl za obvod Halič 52. Mandát zde obhájil ve volbách do Říšské rady roku 1911.
Ve volbách roku 1901 se uváděl coby kandidát tzv. Stojałowského skupiny (politická strana Stronnictwo Chrześcijańsko-Ludowe okolo Stanisława Stojałowského). Usedl pak do poslaneckého klubu Polské lidové strany. Po volbách roku 1907 patřil do parlamentního Polského klubu, po volbách roku 1911 do Klubu Polské lidové strany. Členem Polské lidové strany byl v letech 1914–1913, přičemž v období let 1907–1913 zasedal v jejím předsednictvu. Po rozkolu ve straně byl od roku 1913 členem Polské lidové strany levice, v níž setrval až do roku 1926 (v letech 1914–1926 byl i členem stranického vedení). V letech 1926–1927 byl členem strany Stronnictwo Chłopskie. V roce 1928 se podílel na vzniku strany Zjednoczenie Lewicy Chłopskiej Samopomoc. Politicky se angažoval i po druhé světové válce. Od roku 1944 do roku 1949 působil jako člen Lidové strany Polska (Stronnictwo ludowe), pak od roku 1949 Zjednoczone Stronnictwo Ludowe.